# Graphomya meridionalis
Graphomya meridionalis är en tvåvingeart som beskrevs av Townsend 1892. Graphomya meridionalis ingår i släktet Graphomya och familjen husflugor. Inga underarter finns listade i Catalogue of Life.